# Großsteingräber Deymanns Mühle I-IV

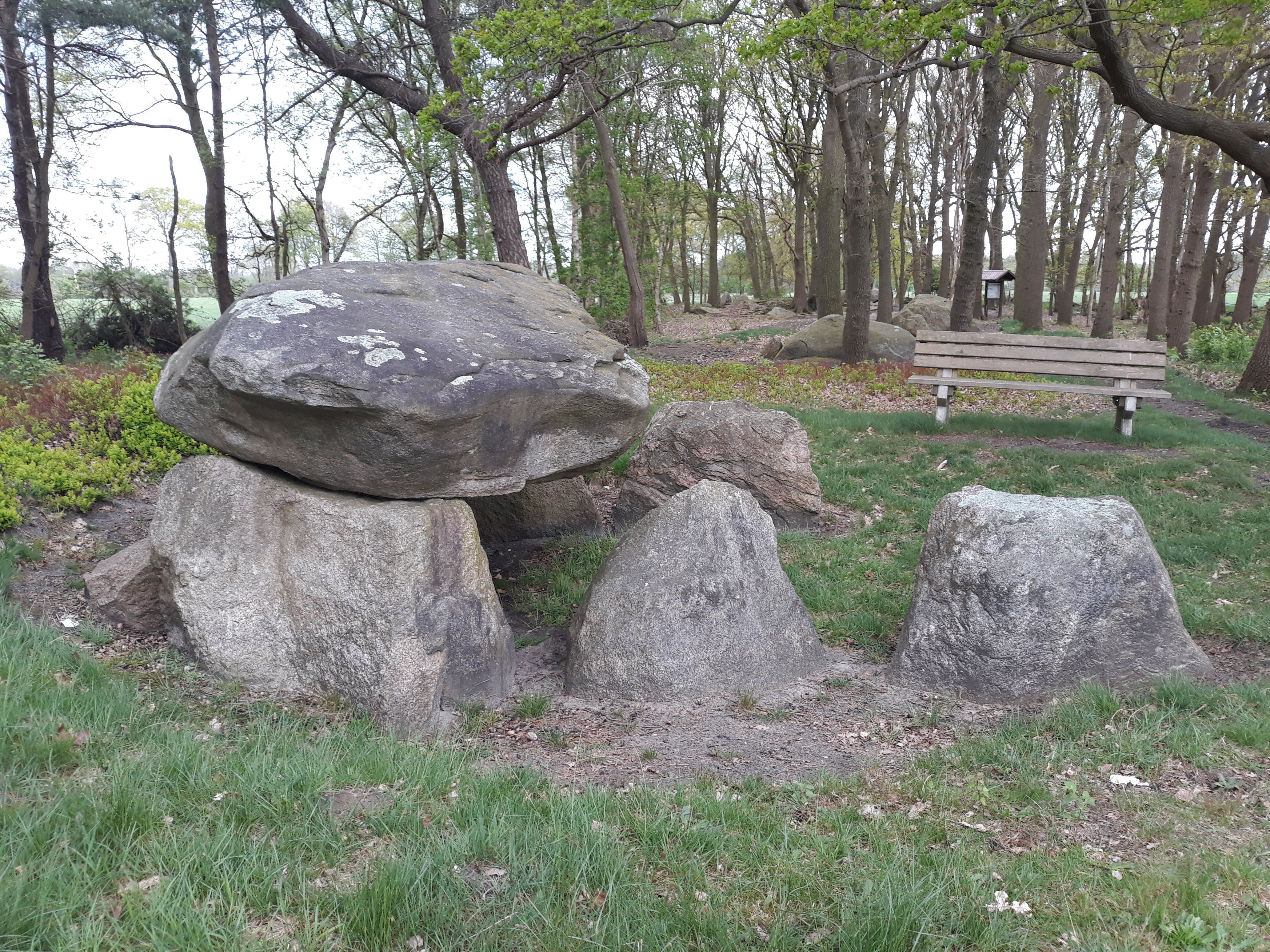
Deymanns Mühle I, Klein Stavern II (met op de achtergrond de andere drie bouwwerken op het terrein)

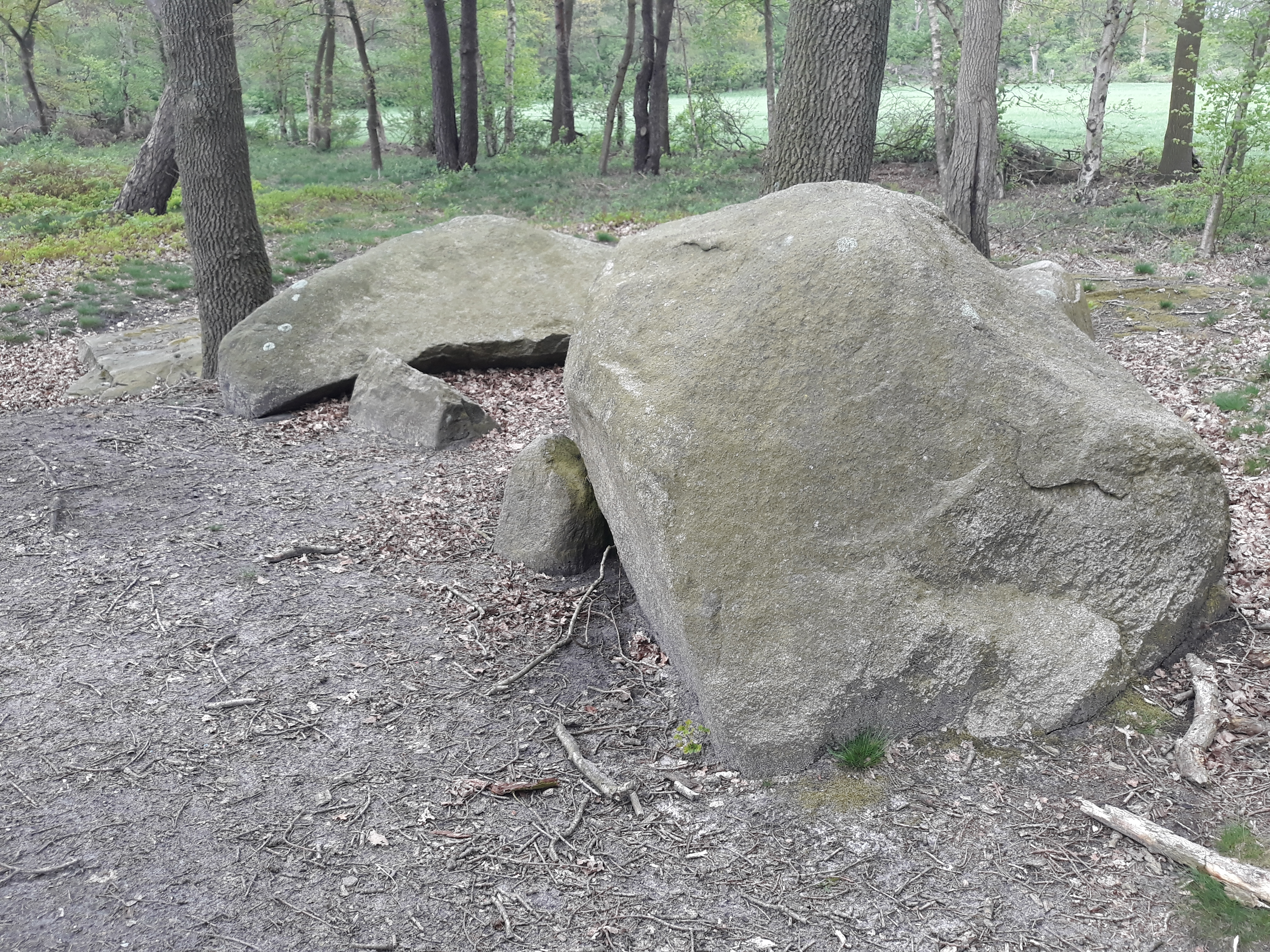
Deymanns Mühle II, Klein Stavern III

De Großsteingräber Deymanns Mühle I-IV (ook wel Klein Stavern II-V genoemd) zijn vier sterk verstoorde neolithische ganggraven met Sprockhoff-Nr 848-851. Vlak bij deze ganggraven ligt het Großsteingrab am Osteresch.

## Algemeen
De ganggraven liggen ten oosten van Klein Stavern in een bosje vlak bij de rivier Nordradde. Ze liggen aan de noordzijde van de Dorfstraße naar Klein Berßen in de gemeente Stavern, Samtgemeinde Sögel, Landkreis Emsland in Nedersaksen.
De ganggraven zijn onderdeel van de Straße der Megalithkultur. Ze zijn gebouwd tussen 3500 en 2800 v.Chr. en worden toegeschreven aan de Trechterbekercultuur. De naam wordt afgeleid van de in de omgeving staande oliemolen van de familie Deymann.

### Deymanns Mühle I, Klein Stavern II
Het meest westelijk gelegen ganggraf (Sprockhoff-Nr. 848) bestaat uit de resten van een noord-zuid georiënteerde kamer. De Emsländische Kammer ligt vaak oost-west georiënteerd, met een toegang aan de zuidzijde. Zeven draagstenen, waarvan een paar sluitstenen, en een deksteen (van 3,5 bij 2,2 bij 1,2 meter) zijn behouden.

### Deymanns Mühle II, Klein Stavern III
Deze ongewoon kleine kamer (drie bij twee meter) heeft slechts twee dekstenen en is samen met een bouwwerk in Werpeloh het kleinste ganggraf in Emsland. Het heeft Sprockhoff-Nr. 849. Er zijn veel tekenen van vernieling, de dekstenen zijn weggegleden en de westelijke draagsteen is omvergeworpen. Er zijn rijen boorgaten te zien in deze draagsteen. Men heeft geprobeerd om de steen te kloven.

### Deymanns Mühle III, Klein Stavern IV

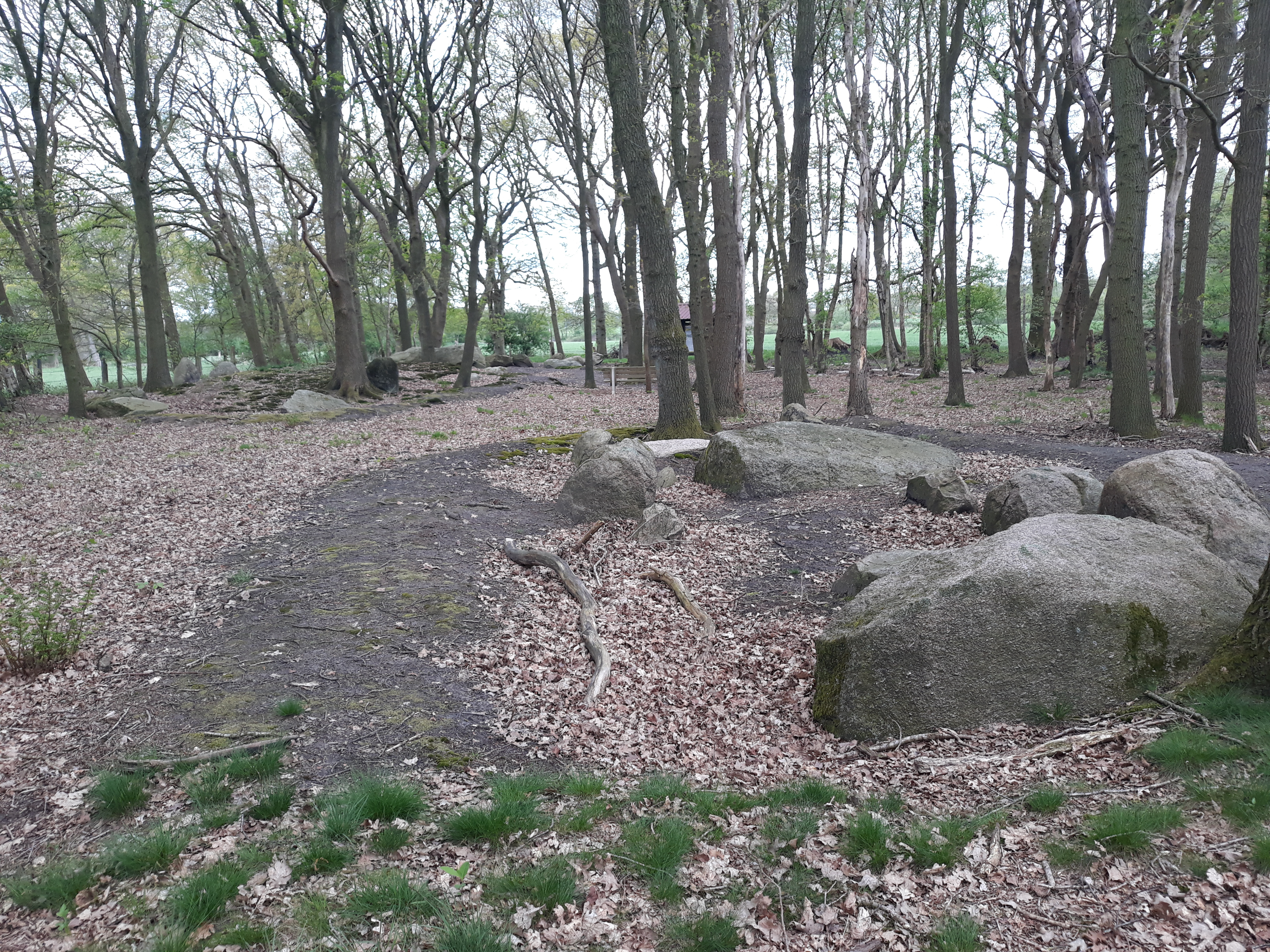
Deymanns Mühle III, Klein Stavern IV (met op de achtergrond Deymanns Mühle IV, Klein Stavern V)

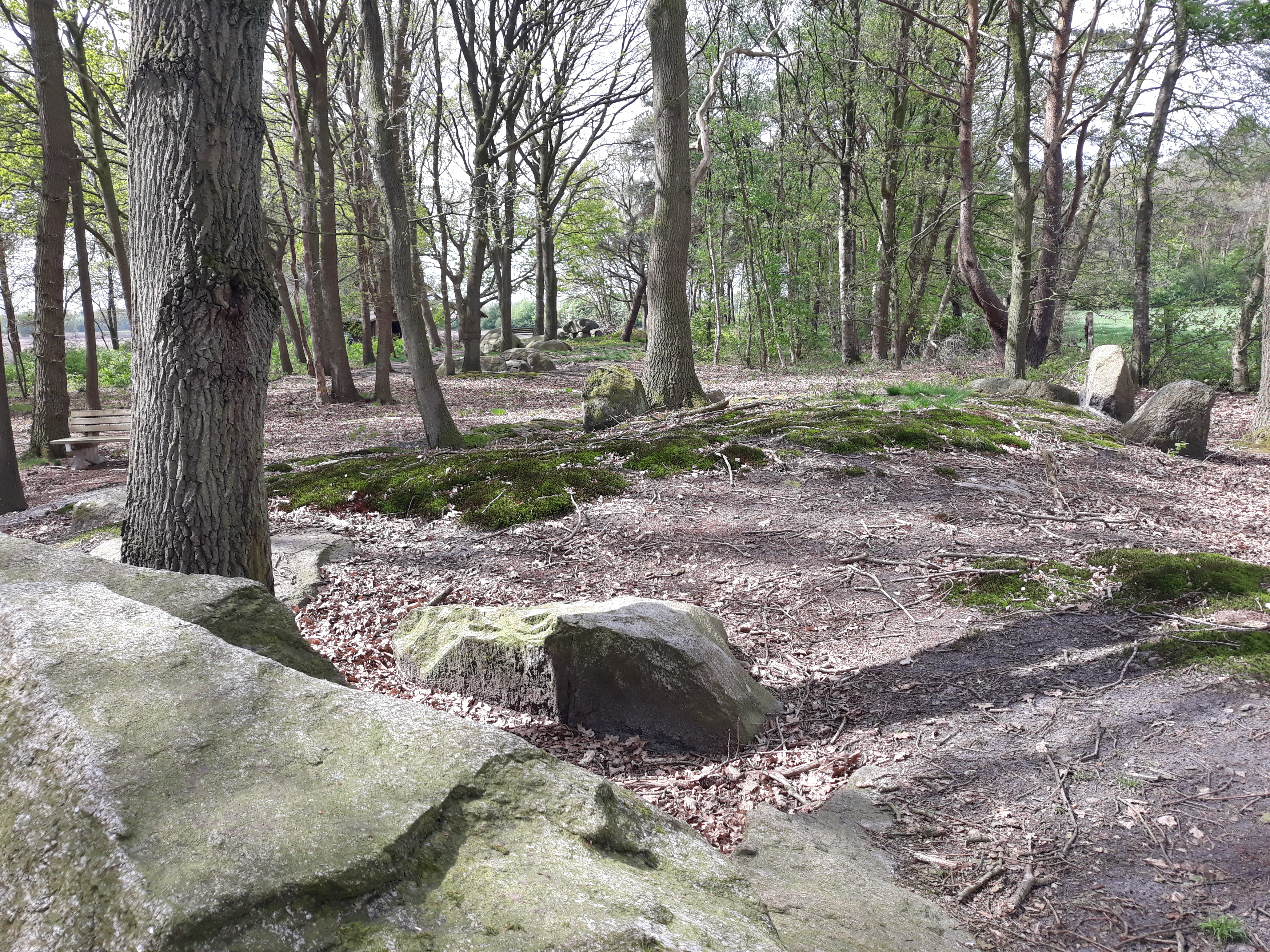
Deymanns Mühle IV, Klein Stavern V (met op de achtergrond de andere drie bouwwerken op het terrein)

Zeven meter na Deymanns Mühle II, Klein Stavern III liggen de resten van een zeven meter lange kamer (Sprockhoff-Nr. 850). Beide sluitstenen en negen draagstenen zijn nog aanwezig. De enige deksteen ligt in de kamer.

### Deymanns Mühle IV, Klein Stavern V
Het meest oostelijk gelegen bouwwerk is het grootste bouwwerk, dit is een hunebed (Sprockhoff-Nr. 851). Er zijn slechts drie 'echte' hunebedden in Eemsland; één in Sögel (Sprockhoff-Nr. 832) en één in Groß Berßen (Sprockhoff-Nr. 862).
Het bouwwerk was 33 bij 7 meter groot en omsluit een in het midden liggende kamer van ongeveer 6 bij 3 meter. Twee van de elf draagstenen en een van de vier dekstenen ontbreken. Een overblijfsel van de vierde deksteen ligt beneden, hier zitten boorgaten in. Er liggen meerdere stenen met talrijke gaten in de steenkring. In het westelijke deel kan nog de oorspronkelijke dekheuvel herkend worden.

### Großsteingrab am Osteresch

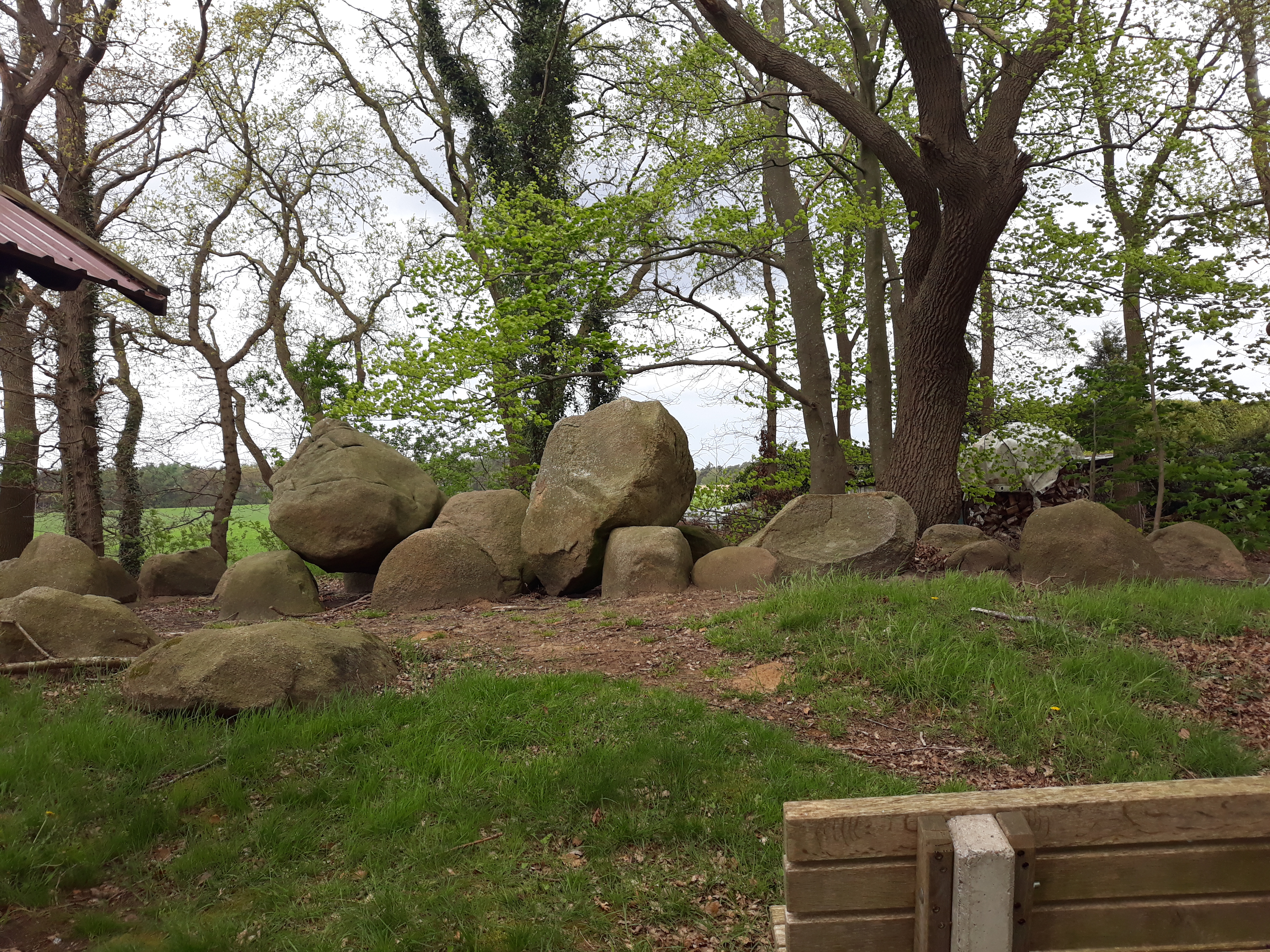
Hunebed 'Am Osteresch' (Klein Stavern I)

Aan de noordzijde van Klein Stavern liggen de resten van „Klein Stavern I“ of „Am Osteresch“ (Sprockhoff-Nr. 847).
Er zijn nog drie dekstenen met de draagstenen behouden aan de westzijde van het bouwwerk. Het oostelijke deel is grotendeels vernietigd. Van de voormalige ovale krans zijn alleen in het zuidwesten nog enige stenen aanwezig.